# Alexander T. Teichmann
Alexander Tobias Teichmann (* 15. Februar 1952 in Hösbach) ist ein deutscher Gynäkologe und Geburtshelfer.

## Leben
Alexander Teichmann wurde 1952 im unterfränkischen Landkreis Aschaffenburg im Vorspessart geboren. Er studierte von 1969 bis 1975 Medizin an der Georg-August-Universität Göttingen. Hier wurde er 1975 zum Dr. med. promoviert. Er arbeitete von 1975 und 1976 an der Göttinger Universität und im Krankenhaus Witzenhausen, 1976 und 1977 in der gynäkologisch-geburtshilflichen Abteilung des Krankenhauses Neu-Mariahilf in Göttingen. 1977 begann Teichmann eine Tätigkeit als wissenschaftlicher Assistent an der Universitätsfrauenklinik Göttingen. Hier habilitierte er sich 1982 für das Fach Gynäkologie und Geburtshilfe. 1981 erhielt er die Facharztanerkennung, wurde 1984 zum Oberarzt und 1985 zum Privatdozenten ernannt. 1988 wurde Alexander T. Teichmann leitender Oberarzt der Universitätsfrauenklinik Göttingen und 1989 zum Professor ernannt. Von 1991 bis 2017 war er Chefarzt der Frauenklinik in Aschaffenburg und Leiter der dortigen Hebammenschule. Danach wechselte er an die Klinik für Frauenheilkunde und Brustchirurgie an der Southwest Medical University in Luzhou (China).

## Schriften (Auswahl)
- Selbst- und Fremdeinschätzung des Hautkranken, Methodenentwicklung und erste Ergebnisse. Dissertation, Georg-August-Universität Göttingen 1975
- Mit Heinrich Wieland und Peter Brockerhoff: Sexualhormone, Arteriosklerose und Fettstoffwechsel der Frau: Grundlagen, Ergebnisse der Forschung und Konsequenzen für die Praxis. Wissenschaftliche Verlags-Gesellschaft, Stuttgart 1989, ISBN 3-8047-0990-7.
- Kontrazeption : ein Kompendium für Klinik und Praxis. Wissenschaftliche Verlags-Gesellschaft, Stuttgart 1989, ISBN 3-8047-0946-X.
- Mit Ulrich Steigerwald: Infektionen in Gynäkologie und Geburtshilfe: Krankheitsbilder, Diagnostik, Therapie und Prophylaxe. Wissenschaftliche Verlags-Gesellschaft, Stuttgart 1994, ISBN 3-8047-1342-4.
- Empfängnisverhütung: eine vergleichende Übersicht aller Methoden, Risiken und Indikationen. Thieme Verlag, Stuttgart 1996, ISBN 3-13-102651-0.
- Mit Alan Corbin (Hrsg.): Levonorgestrel. Thieme Verlag, Stuttgart 1998, ISBN 3-13-104721-6.
- Schering Praxis-Manual Gynäkologie. Thieme Verlag, Stuttgart 2001, ISBN 3-13-105971-0.
- Verfahren: wenn Zwerge lange Schatten werfen. Temenos, Johannesberg 2018, ISBN 978-3-9802503-4-4. (Roman)
- Sit venia verbis! : kritische Betrachtungen aus den Jahren 1998 bis 2016. Klaus Vetter (Hrsg.), Akademischer Verlag, München 2021, ISBN 978-3-940732-54-5.

## Ehrungen
Teichmann war von 2008 bis 2010 als Schriftführer Mitglied im geschäftsführenden Vorstand der Deutschen Gesellschaft für Gynäkologie und Geburtshilfe und 1. Vorsitzender der Arbeitsgemeinschaft leitender Ärzte (BLFG).
2009 wurde Alexander T. Teichmann die Ehrendoktorwürde  der Demokrit-Universität Thrakien (Griechenland) verliehen.

## Kritik
2002 geriet Teichmann wegen seiner Nähe zur Pharmaindustrie und zu Herstellern von Hormonpräparaten in die Kritik.